# Герасимова, Елена Викторовна
Елена Викторовна Герасимова (в замужестве Гасанова) — советская и российская самбистка и дзюдоистка, бронзовый призёр чемпионатов России по дзюдо (1993, 1995, 1997), 2-кратная чемпионка Европы, 3-кратная чемпионка мира, Заслуженный мастер спорта России по самбо (1995). С 8 лет занималась плаванием. После смены тренера переключилась на дзюдо. Тренировалась под руководством своего старшего брата, Заслуженного тренера России по дзюдо Сергея Герасимова. По самбо выступала в полутяжёлой весовой категории (до 80 кг). Работает старшим тренером отделения дзюдо в Государственном училище олимпийского резерва в Самаре.

## Выступления на чемпионатах страны
- Чемпионат России по дзюдо 1993 года —  (свыше 72 кг);
- Чемпионат России по дзюдо 1993 года —  (абсолютная категория);
- Чемпионат России по дзюдо 1995 года —  (свыше 72 кг);
- Чемпионат России по дзюдо 1997 года —  (абсолютная категория);